# Lac Kensico
Le lac Kensico (en anglais : Kensico Reservoir) est un lac de barrage situé dans les villes d'Armonk et de Valhalla, dans l'État de New York.
Il sert principalement à stocker les eaux reçues des montagnes Catskill à l'ouest du fleuve Hudson, via la Bronx.